# The Tennessee Fire
Albums de My Morning Jacket
At Dawn
(2001)
The Tennessee Fire est le premier album du groupe de rock américain My Morning Jacket, sorti en 1999.

## Track listing
Toutes les chansons sont écrites et composées par Jim James.
| 1.    | Heartbreakin Man             | 3:11 |
| 2.    | They Ran                     | 2:48 |
| 3.    | The Bear                     | 4:39 |
| 4.    | Nashville to Kentucky        | 2:58 |
| 5.    | Old Sept. Blues              | 2:28 |
| 6.    | If All Else Fails            | 3:58 |
| 7.    | It's About Twilight Now      | 4:06 |
| 8.    | Evelyn Is Not Real           | 3:04 |
| 9.    | War Begun                    | 3:06 |
| 10.   | Picture of You               | 3:16 |
| 11.   | I Will Be There When You Die | 4:42 |
| 12.   | The Dark                     | 3:22 |
| 13.   | By My Car                    | 4:04 |
| 14.   | Butch Cassidy                | 3:55 |
| 15.   | I Think I'm Going to Hell    | 5:06 |
| 16.   | Untitled                     | 2:42 |
| 57:25 |                              |      |

## Interprètes
- Jim James - Chant, guitares, harmonica & banjo
- Johnny Quaid - Guitares
- Two Tone Tommy - Basse
- J Glenn - Batterie